# Club Universitario de Deportes (Vóley)
El Club Universitario de Deportes (Vóley) es la sección deportiva de voleibol del Club Universitario de Deportes. Desde la temporada 2023-24 participa en la Liga Nacional Superior de Voleibol del Perú. Su sede está ubicada en las instalaciones del Estadio Lolo Fernández.

## Historia

### Inicios y ascenso a Liga Nacional
En el año 2007 obtuvo el subcampeonato en el Torneo de Voleibol Akira Kato. Al año siguiente venció en el Torneo Regional Interdistrital a un equipo del Distrito de Comas consiguiendo su ascenso a la Liga Intermedia de Mayores. Ese mismo año disputó por primera vez la ronda final de ascenso a la Liga Nacional Superior de Voleibol del Perú, pero fue superado en la final por el Club Túpac Amaru por un marcador de 3-1 (parciales de 29-31, 25-17, 20-25 y 19-25).
En 2009 disputó la primera edición de la Copa Perú, organizada por el Instituto Peruano del Deporte, inscribiéndose para participar en la Zona Lima Metropolitana. Fue campeón de este certamen venciendo al club Independiente de Chosica por 2-0 (parciales de 25-13 y 25-12), consiguiendo su pase a la Etapa Macroregional, de la cual también se coronó campeón al vencer al Cocachacra de Huarochirí (3-0), al Sima-Chimbote de Áncash (3-0) y en la final al Amigas Unidas de La Perla (3-0).
Llegó hasta la final de la Etapa Nacional, donde enfrentó al equipo de la Universidad César Vallejo, ganando el primer partido en Trujillo por 3-2 pero perdiendo en el Coliseo Miguel Grau del Callao por 3-0. En el tercer enfrentamiento de desempate, jugado en Ica el sábado 19 de diciembre, el cuadro crema superó por 3-0 a las trujillanas alzándose con el título de la primera edición de este torneo.
Entre abril y mayo de 2010, el club participó en el Torneo de Revalidación y Ascenso de la Liga Nacional Superior de Voleibol Femenino en busca de su ascenso a la máxima categoría del país, logro que alcanzó el 2 de mayo al vencer al Elyagus de Huancayo por 3-0. Universitario de Deportes venció a cada uno de sus rivales, perdiendo un solo set durante el torneo ante el Sima de Chimbote, que se ubicó en la segunda posición.
En su primera participación en la Liga Nacional Superior de Voleibol del Perú el club finalizó en la cuarta posición del Torneo Apertura con ocho victorias y cuatro derrotas. Además por primera vez en la historia se disputó un clásico de vóley entre Universitario y Alianza Lima, en el que vencieron las universitarias por 3-2. Para el Torneo Clausura el club siguió manteniendo su buen nivel y derrotó nuevamente a Alianza Lima por 3-0.

### Liga Intermedia (2011-2022)
Durante un partido ante Alianza Lima ocurrió un incidente en el que un hincha de Universitario le provocó un corte en la mano a un fanático aliancista, por lo que el encuentro fue suspendido. Debido a estos hechos el Comité de Control de la Liga Nacional de Vóleibol decidió expulsar del campeonato al club y descenderlo hasta la Liga Distrital de Lima. Universitario apeló la sanción impuesta en la Liga de Vóley, sin embargo la junta directiva de la Federación Peruana de Voleibol declaró improcedente el recurso de apelación.
En el año 2019 las cremas ganaron todos sus partidos en el Campeonato Regional de Vóley Damas disputado en la ciudad de Huacho, consiguiendo de esta forma el ascenso a la Liga Intermedia de Voleibol (Lima-Callao). El equipo universitario derrotó 3-0 al Deportivo Zogoza, 3-0 al Unilever y 3-0 al Deportivo Manzanares. El 5 de enero de 2020 inició la Liga Nacional Intermedia de Voleibol Femenino con la actuación de ocho equipos, sin embargo debido a la pandemia de COVID-19 la Federación Peruana de Voleibol suspendió el torneo.
En 2021 la Dirección de Organización Deportiva de la Federación Peruana de Voleibol, anunció la edición de un nuevo campeonato, cuyo ganador ascendería a la Liga Nacional Superior de Voleibol. En este torneo Universitario de Deportes formó parte del grupo A junto con Túpac Amaru, Defensor Golazo y Star Net. Con cero puntos en la tabla de posiciones tras no lograr ninguna victoria, Universitario se ubicó en el último lugar y quedó eliminado.

### El regreso a la Primera División (2023-presente)
En la temporada 2023, Universitario de Deportes ganó la Liga Nacional Intermedia, logrando ascender nuevamente a la Liga Nacional Superior de Voleibol Femenino. De esta manera, el cuadro crema volvió a la primera división tras doce años de ausencia, la cual tuvo su origen en la lamentable descalificación merengue en febrero de 2011. En la final, jugada en La Punta, Callao, las cremas, bajo la dirección de César Arrese, vencieron 3-0 al favorito Molivoleibol, con parciales de 25-19, 28-26 y 25-21.
En la Liga Nacional Superior de Voleibol Femenino 2023-24, Universitario de Deportes tuvo una destacada participación ocupando la quinta posición en la primera etapa, asegurando su presencia en los playoffs donde finalizó en la quinta posición.
Para la temporada 2024-25, el cuadro crema realizaría por primera vez un amistoso de presentación de plantel y preparación para su equipo de voleibol femenil, haciendo su debut en el Coliseo Polideportivo "Apuesta Total" ganando por 3-2 a Circolo Sportivo Italiano. 

## Estadio
El Coliseo Polideportivo Lolo Fernández (Coliseo "Apuesta Total" por temas de patrocinio) es una instalación moderna ubicada en el emblemático Estadio Lolo Fernández, que forma parte de la infraestructura del Club Universitario de Deportes. Inaugurado el 11 de diciembre de 2023, este recinto representa un hito en la mejora de las instalaciones del club, reafirmando su compromiso por el desarrollo integral de diversas disciplinas deportivas.

### Historia
El proyecto fue concebido como parte de una serie de inversiones destinadas a modernizar y ampliar las capacidades deportivas de Universitario. El coliseo se inauguró en un acto protocolar que contó con la presencia de las principales autoridades del club, socios y representantes de las disciplinas que lo utilizan. Desde su apertura, se ha convertido en un símbolo del legado y la evolución de la institución, demostrando una apuesta por la innovación y la excelencia en el deporte. 
El recinto está diseñado con tecnología de punta:
- Piso Deportivo Óptimo: Su superficie especial reduce el impacto físico y se adapta a las exigencias de competiciones internacionales.
- Iluminación LED: Un sistema moderno que mejora la visibilidad tanto para los jugadores como para los espectadores.
- Bancas Modernas: Equipadas con sillas de alta calidad, que garantizan comodidad y funcionalidad para el cuerpo técnico y los deportistas.

Inicialmente, el coliseo es utilizado para los entrenamientos de los equipos de vóley y futsal, aunque se contempla su uso futuro para el básquet. Además, sirve como un espacio fundamental para la formación integral de jóvenes talentos, lo que contribuirá al crecimiento sostenido de las distintas disciplinas deportivas dentro del club.

## Uniforme
- Uniforme titular: Camiseta crema, pantaloneta granate, medias cremas con una línea horizontal granate.
- Uniforme alternativo: Camiseta granate, pantaloneta negra, medias negras.
- Tercer uniforme: Camiseta negra, pantaloneta negra, medias negras. Habitualmente utilizada por las líberos,

## Patrocinio
Indumentaria:
| Período       | Proveedor |
| ------------- | --------- |
| 2002-2017     |           |
| 2018-presente |           |

## Rivalidades
El clásico entre Universitario y Alianza Lima es una de las rivalidades más arraigadas en el deporte peruano, originalmente forjada en el fútbol y que, en años recientes, ha traspasado fronteras hacia otras disciplinas, destacándose el voleibol. En esta modalidad, el espíritu competitivo y la pasión de ambas instituciones se manifiestan con igual intensidad. Esta rivalidad tuvo su primer encuentro en el deporte de la net alta en la Temporada 2010-11, con victoria para el cuadro crema por 3-2 (24-26, 25-20, 17-25, 25-19 y 15-10). Debido al descenso arbitrario por la vía administrativa de Universitario, ambos cuadros no volverían a encontrarse hasta la temporada 2023-24.
Si bien es cierto existen otros equipos de voleibol peruano que se han mantenido en alto nivel y por varias temporadas consecutivas configurando los llamados "clásicos", cada vez que se enfrentan Universitario y Alianza Lima se congrega la mayor cantidad de hinchas en los coliseos por el fuerte arraigo cultural de ambas instituciones en la sociedad peruana. Por ello, aunque no cuenten con enfrentamientos suficientes para denominarlo el "Clásico del voleibol peruano", sí podría tratarse del "Clásico del deporte peruano" en la rama del voleibol femenil.

## Palmarés

### Torneos nacionales oficiales
- Copa Perú (1): 2009.
- Torneo de Revalidación y Ascenso (1): 2010.
- Liga Nacional Intermedia (1): 2023.

### Torneos locales oficiales
- Torneo de Voleibol Akira Kato (2): 2011, 2019.
- Campeonato Regional - Zona Lima Metropolitana (1): 2009.
- Campeonato Macro Regional - Región Lima-Provincias (1): 2009.
- Liga Deportiva Distrital de Vóley de Lima (1): 2016.
- Campeonato Regional de Vóley Damas (1): 2020.
- Subcampeón del Torneo de Voleibol Akira Kato (2): 2007, 2017.